# 神様の椅子e.p.
「神様の椅子e.p.」（かみさまのいすイーピー）は、tacicaの4枚目のシングル。2010年4月7日にSME Recordsから発売された。

## 概要
前作「メトロ」より1年ぶりとなるシングル。
3rdアルバム『sheeptown ALASCA』には表題曲の「神様の椅子」は収録されずカップリング曲の「アリゲーター」が収録された。
「セメルパルス」とは、一生に一度しか繁殖が出来ない生物・植物をさす、生物学用語である。

## 収録曲
1. 神様の椅子 [4:22]
2. アリゲーター [4:30]
3. セメルパルス [6:24]
4. 馬鹿 [4:58]